# Pierpaolo Bisoli
Pierpaolo Bisoli (Porretta Terme, 20 novembre 1966) è un allenatore di calcio ed ex calciatore italiano, di ruolo centrocampista.

## Biografia
Anche suo figlio Dimitri è un calciatore, allenato da lui al Brescia nella stagione 2024-2025.

## Carriera

### Giocatore
Iniziò la carriera al Porretta, squadra di Prima Categoria. Nel Cagliari occupò prevalentemente il settore di destra del campo. Giocò col Cagliari in Coppa UEFA nella stagione 1993-1994.
Nel 1997, dopo la retrocessione del Cagliari in Serie B e dopo aver patito un infortunio (frattura di tibia e perone) con operazione che lo ha tenuto lontano dai campi per i tre quarti della stagione, fu ceduto alla neopromossa in A Empoli. Due anni dopo si trasferì a Perugia e da lì iniziò a fare il pendolare tra Brescia, Pistoia fino a tornare al club del suo paese natale.

### Allenatore

#### Gli inizi
Intraprende la carriera da allenatore prima nella sua squadra della sua città, per poi ricoprire il ruolo di vice di Dino Zoff nel 2004-05 alla Fiorentina; subito dopo va al Prato, dal 2005 al 2007, dove ha lanciato Alessandro Diamanti, e al Foligno, con cui partecipa, senza successo, ai play-off promozione.

#### Cesena
Il 6 giugno del 2008 è annunciato come allenatore del Cesena con il quale ha disputato il campionato di Lega Pro Prima Divisione, chiuso al primo posto in classifica, che segna la promozione del Cesena in Serie B. L'anno successivo è confermato al Cesena in Serie B; la stagione si conclude al secondo posto in classifica, che segna la seconda promozione consecutiva della squadra, stavolta in Serie A, dopo diciannove anni dall'ultima partecipazione al massimo campionato. Il 1º giugno 2010 lascia il club romagnolo.

#### Cagliari e Bologna
Il 22 giugno 2010 è ufficializzato come allenatore del Cagliari. Alla vigilia della trasferta col Chievo mette fuori rosa il capitano Daniele Conti e il vicecapitano Alessandro Agostini, ritenendo che i due non debbano più far parte del progetto; la vicenda si risolve pochi giorni dopo, quando i due giocatori vengono riammessi in formazione per volere del presidente Cellino. Con Bisoli in panchina la squadra scivola al penultimo posto in classifica, sicché il 15 novembre 2010 per il tecnico arriva l'esonero, in seguito a due sconfitte casalinghe consecutive con Napoli e Genoa. Con il Cagliari, ha fatto 11 punti in 12 partite frutto di 2 vittorie, 5 pareggi e 5 sconfitte.

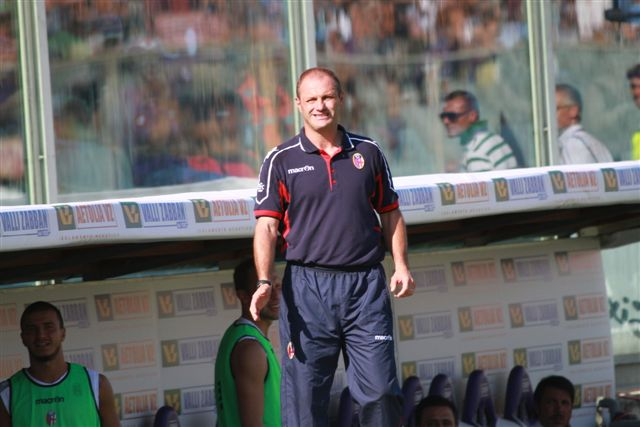
Bisoli sulla panchina del Bologna

Il 26 maggio 2011 diventa il nuovo allenatore del Bologna, subentrando ad Alberto Malesani. Il 4 ottobre seguente, dopo cinque giornate di campionato, viene sollevato dall'incarico a seguito dell'ultimo posto in classifica e un solo punto conquistato.

#### Ritorno al Cesena
Dopo la rescissione del contratto coi felsinei, l'11 settembre 2012 torna ad allenare il Cesena con un contratto biennale, subentrando a Nicola Campedelli dopo tre giornate del campionato cadetto. Conclusa la stagione 2012-2013 con la salvezza, la successiva annata dei cesenati si conclude al quarto posto valido per i play-off che vincerà col Modena, in semifinale, e col Latina in finale, conquistando la seconda promozione in Serie A con i cesenati. Viene esonerato l'8 dicembre 2014, a causa dei risultati deludenti e del conseguente penultimo posto nella classifica della massima serie. Infatti, dopo la vittoria all'esordio sul Parma (1-0), ottiene solamente 5 pareggi nelle seguenti 13 partite.

#### Perugia
Il 5 giugno 2015 diventa il nuovo allenatore del Perugia, dopo esserne già stato giocatore nella stagione 1999-2000. Con la società umbra firma un contratto biennale, con opzione per il terzo anno. Il 24 maggio 2016 viene esonerato insieme al vice Michele Tardioli e al preparatore Ragnacci visto il mancato raggiungimento dei play-off. Il 27 luglio seguente rescinde il contratto col club.

#### Vicenza e Padova
Il 3 ottobre seguente viene nominato tecnico del Vicenza in sostituzione dell'esonerato Franco Lerda, ma a sei giornate dalla fine, con la squadra in zona play-out, viene esonerato.
Il 21 giugno 2017 viene nominato nuovo tecnico del Padova in sostituzione di Oscar Brevi; la squadra conclude la stagione al primo posto e viene promossa in Serie B.
Il 6 novembre 2018, con il Padova in zona play-out, viene esonerato dalla società biancoscudata che affiderà il nuovo incarico a Claudio Foscarini. Il 28 dicembre seguente viene richiamato alla guida dalla squadra biancoscudata. Il 17 marzo 2019, dopo la sconfitta per 1-0 contro il Perugia, viene nuovamente esonerato.

#### Cremonese e Cosenza
Il 5 marzo 2020 subentra sulla panchina della Cremonese al posto di Massimo Rastelli, esonerato per la seconda volta in stagione dal club lombardo. Due giorni dopo al debutto vince per 0-2 contro il Frosinone. Ottiene il dodicesimo posto in Serie B e salva la squadra, chiudendo con un margine di 4 punti sulla zona play-out. Confermato alla guida del club grigiorosso anche per la stagione seguente, il 27 dicembre in Cremonese-Monza raggiunge le 500 panchine da professionista. Il 7 gennaio 2021 viene esonerato dopo aver raccolto 15 punti in 17 giornate e con la squadra in zona play-out.
Il 17 febbraio 2022 viene ingaggiato dal Cosenza, quartultimo in Serie B con 19 punti dopo 23 partite, sostituendo l'esonerato Roberto Occhiuzzi. Il 26 febbraio 2022 il suo nome sale alla ribalta dei principali quotidiani sportivi nazionali quando al termine della partita vinta dal suo Cosenza contro l'Alessandria pronuncia la frase "ha vinto il Cosenza godo!", suscitando notevole scalpore. Termina la stagione regolare al quintultimo posto, con 16 punti raccolti in 15 partite, accede ai play-out grazie alla vittoria contro il Cittadella all’ultima giornata e alla sconfitta dell’Alessandria contro il L.R. Vicenza. Nello spareggio salvezza, proprio contro questi ultimi, riesce nell'impresa di salvare i silani (1-0 per i veneti al Menti, 2-0 per i calabresi al San Vito). Il 15 giugno 2022 annuncia la separazione con il club calabrese.

#### Südtirol
Il 29 agosto 2022 diventa il nuovo allenatore del Südtirol, club neopromosso in Serie B e ultimo con zero punti dopo tre giornate, con cui sottoscrive un contratto annuale con opzione per il secondo anno. Sotto la sua gestione la squadra di Bolzano si rilancia, inanellando una striscia di 12 risultati utili, che le consentono di distaccare la zona retrocessione e inserirsi in quella dei play-off.
Dopo aver terminato la stagione regolare al sesto posto, passa il primo turno dei play-off battendo la Reggina 1-0, per poi uscire al secondo turno nella doppia sfida contro il Bari (vittoria del Südtirol all'andata per 1-0, vittoria barese al ritorno con eguale punteggio) in virtù del miglior piazzamento dei pugliesi nella classifica regolare. Il 9 giugno 2023 rinnova il proprio contratto con la società altoatesina fino al 30 giugno 2025. Il 4 dicembre successivo viene esonerato dagli altoatesini, con la squadra al tredicesimo posto e dopo aver perso cinque delle ultime sei partite.

#### Modena e Brescia
Il 14 aprile 2024 viene nominato nuovo tecnico del Modena, in quel momento tredicesimo in Serie B, con cui sottoscrive un contratto fino al 30 giugno 2025. Sei giorni dopo al debutto pareggia con l'Ascoli (0-0). Con otto punti raccolti nelle ultime cinque gare, termina il campionato al decimo posto a quattro punti dai play-off e dai play-out. Il 3 novembre 2024 viene esonerato con la squadra al penultimo posto con 11 punti dopo 12 partite.
Il 9 dicembre 2024 viene ingaggiato dal Brescia, in quel momento decimo in Serie B, subentrando all'esonerato Rolando Maran. Il 15 dicembre al debutto pareggia con la Carrarese (0-0). Il 28 gennaio 2025 viene esonerato dopo aver raccolto solamente 6 pareggi e una sconfitta e con le rondinelle al quindicesimo posto in classifica.

## Statistiche

### Statistiche da allenatore
Statistiche aggiornate al 28 gennaio 2025. In grassetto le competizioni vinte.
| Stagione                 | Squadra                  | Campionato               | Campionato | Campionato | Campionato | Campionato | Coppe nazionali | Coppe nazionali | Coppe nazionali | Coppe nazionali | Coppe nazionali | Coppe continentali | Coppe continentali | Coppe continentali | Coppe continentali | Coppe continentali | Altre coppe | Altre coppe | Altre coppe | Altre coppe | Altre coppe | Totale | Totale | Totale | Totale | % Vittorie | Piazzamento        |
| Stagione                 | Squadra                  | Comp                     | G          | V          | N          | P          | Comp            | G               | V               | N               | P               | Comp               | G                  | V                  | N                  | P                  | Comp        | G           | V           | N           | P           | G      | V      | N      | P      | %          | Piazzamento        |
| ------------------------ | ------------------------ | ------------------------ | ---------- | ---------- | ---------- | ---------- | --------------- | --------------- | --------------- | --------------- | --------------- | ------------------ | ------------------ | ------------------ | ------------------ | ------------------ | ----------- | ----------- | ----------- | ----------- | ----------- | ------ | ------ | ------ | ------ | ---------- | ------------------ |
| 2002-2003                | Porretta C.F.G.C.        | Prom.                    | 30         | 14         | 5          | 11         | -               | -               | -               | -               | -               | -                  | -                  | -                  | -                  | -                  | -           | -           | -           | -           | -           | 30     | 14     | 5      | 11     | 46,67      | 6º                 |
| 2003-2004                | Porretta C.F.G.C.        | Prom.                    | 30         | 10         | 11         | 9          | -               | -               | -               | -               | -               | -                  | -                  | -                  | -                  | -                  | -           | -           | -           | -           | -           | 30     | 10     | 11     | 9      | 33,33      | 6º                 |
| Totale Porretta C.F.G.C. | Totale Porretta C.F.G.C. | Totale Porretta C.F.G.C. | 60         | 24         | 16         | 20         |                 | -               | -               | -               | -               |                    | -                  | -                  | -                  | -                  |             | -           | -           | -           | -           | 60     | 24     | 16     | 20     | 40,00      |                    |
| 2005-2006                | Prato                    | C2                       | 34+2       | 9          | 10+2       | 15         | CI-C            | 5               | 1               | 2               | 2               | -                  | -                  | -                  | -                  | -                  | -           | -           | -           | -           | -           | 41     | 10     | 14     | 17     | 24,39      | 15º                |
| 2006-2007                | Prato                    | C2                       | 34         | 10         | 13         | 11         | CI-C            | 10              | 4               | 3               | 3               | -                  | -                  | -                  | -                  | -                  | -           | -           | -           | -           | -           | 44     | 14     | 16     | 14     | 31,82      | 9º                 |
| Totale Prato             | Totale Prato             | Totale Prato             | 70         | 19         | 25         | 26         |                 | 15              | 5               | 5               | 5               |                    | -                  | -                  | -                  | -                  |             | -           | -           | -           | -           | 85     | 24     | 30     | 31     | 28,24      |                    |
| 2007-2008                | Foligno                  | C1                       | 34+2       | 15+1       | 12         | 7+1        | CI-C            | 6               | 4               | 1               | 1               | -                  | -                  | -                  | -                  | -                  | -           | -           | -           | -           | -           | 42     | 20     | 13     | 9      | 47,62      | 4º                 |
| 2008-2009                | Cesena                   | 1D                       | 34         | 17         | 9          | 8          | CI+CI-LP        | 2+2             | 1+1             | 0               | 1+1             | -                  | -                  | -                  | -                  | -                  | SdL-1D      | 2           | 0           | 1           | 1           | 40     | 19     | 10     | 11     | 47,50      | 1º (prom.)         |
| 2009-2010                | Cesena                   | B                        | 42         | 20         | 14         | 8          | CI              | 2               | 0               | 1               | 1               | -                  | -                  | -                  | -                  | -                  | -           | -           | -           | -           | -           | 44     | 20     | 15     | 9      | 45,45      | 2º (prom.)         |
| ago.-nov. 2010           | Cagliari                 | A                        | 12         | 2          | 5          | 5          | CI              | 1               | 1               | 0               | 0               | -                  | -                  | -                  | -                  | -                  | -           | -           | -           | -           | -           | 13     | 3      | 5      | 5      | 23,08      | Eson.              |
| ago.-ott. 2011           | Bologna                  | A                        | 5          | 0          | 1          | 4          | CI              | 1               | 1               | 0               | 0               | -                  | -                  | -                  | -                  | -                  | -           | -           | -           | -           | -           | 6      | 1      | 1      | 4      | 16,67      | Eson.              |
| set. 2012-2013           | Cesena                   | B                        | 39         | 12         | 14         | 13         | CI              | 1               | 0               | 0               | 1               | -                  | -                  | -                  | -                  | -                  | -           | -           | -           | -           | -           | 40     | 12     | 14     | 14     | 30,00      | Sub., 14º          |
| 2013-2014                | Cesena                   | B                        | 42+4       | 17+3       | 15+1       | 10         | CI              | 2               | 1               | 0               | 1               | -                  | -                  | -                  | -                  | -                  | -           | -           | -           | -           | -           | 48     | 21     | 16     | 11     | 43,75      | 4º (prom.)         |
| ago.-dic. 2014           | Cesena                   | A                        | 14         | 1          | 5          | 8          | CI              | 2               | 1               | 0               | 1               | -                  | -                  | -                  | -                  | -                  | -           | -           | -           | -           | -           | 16     | 2      | 5      | 9      | 12,50      | Eson.              |
| Totale Cesena            | Totale Cesena            | Totale Cesena            | 175        | 70         | 58         | 47         |                 | 11              | 4               | 1               | 6               |                    | -                  | -                  | -                  | -                  |             | 2           | 0           | 1           | 1           | 188    | 74     | 60     | 54     | 39,36      |                    |
| 2015-2016                | Perugia                  | B                        | 42         | 14         | 13         | 15         | CI              | 2               | 1               | 0               | 1               | -                  | -                  | -                  | -                  | -                  | -           | -           | -           | -           | -           | 44     | 15     | 13     | 16     | 34,09      | 10º                |
| ott. 2016-apr. 2017      | Vicenza                  | B                        | 29         | 7          | 11         | 11         | CI              | 0               | 0               | 0               | 0               | -                  | -                  | -                  | -                  | -                  | -           | -           | -           | -           | -           | 29     | 7      | 11     | 11     | 24,14      | Sub., Eson.        |
| 2017-2018                | Padova                   | C                        | 34         | 17         | 12         | 5          | CI+CI-C         | 2+3             | 1+2             | 0+0             | 1+1             | -                  | -                  | -                  | -                  | -                  | SC-C        | 2           | 2           | 0           | 0           | 41     | 22     | 12     | 7      | 53,66      | 1º (prom.)         |
| 2018-2019                | Padova                   | B                        | 22         | 3          | 11         | 8          | CI              | 2               | 1               | 0               | 1               | -                  | -                  | -                  | -                  | -                  | -           | -           | -           | -           | -           | 24     | 4      | 11     | 9      | 16,67      | Eson., Sub., Eson. |
| Totale Padova            | Totale Padova            | Totale Padova            | 56         | 20         | 23         | 13         |                 | 7               | 4               | 0               | 3               |                    | -                  | -                  | -                  | -                  |             | 2           | 2           | 0           | 0           | 65     | 26     | 23     | 16     | 40,00      |                    |
| mar.-ago. 2020           | Cremonese                | B                        | 12         | 6          | 4          | 2          | CI              | -               | -               | -               | -               | -                  | -                  | -                  | -                  | -                  | -           | -           | -           | -           | -           | 12     | 6      | 4      | 2      | 50,00      | Sub., 13º          |
| 2020-gen. 2021           | Cremonese                | B                        | 17         | 3          | 6          | 8          | CI              | 2               | 1               | 0               | 1               | -                  | -                  | -                  | -                  | -                  | -           | -           | -           | -           | -           | 19     | 4      | 6      | 9      | 21,05      | Eson.              |
| Totale Cremonese         | Totale Cremonese         | Totale Cremonese         | 29         | 9          | 10         | 10         |                 | 2               | 1               | 0               | 1               |                    | -                  | -                  | -                  | -                  |             | -           | -           | -           | -           | 31     | 10     | 10     | 11     | 32,26      |                    |
| feb.-giu. 2022           | Cosenza                  | B                        | 15+2       | 4+1        | 4          | 7+1        | CI              | -               | -               | -               | -               | -                  | -                  | -                  | -                  | -                  | -           | -           | -           | -           | -           | 17     | 5      | 4      | 8      | 29,41      | Sub., 16º          |
| ago. 2022-2023           | Südtirol                 | B                        | 35+3       | 14+2       | 16         | 5+1        | CI              | -               | -               | -               | -               | -                  | -                  | -                  | -                  | -                  | -           | -           | -           | -           | -           | 38     | 16     | 16     | 6      | 42,11      | Sub., 6º           |
| lug.-dic. 2023           | Südtirol                 | B                        | 15         | 4          | 5          | 6          | CI              | 1               | 0               | 1               | 0               | -                  | -                  | -                  | -                  | -                  | -           | -           | -           | -           | -           | 16     | 4      | 6      | 6      | 25,00      | Eson.              |
| Totale Südtirol          | Totale Südtirol          | Totale Südtirol          | 53         | 20         | 21         | 12         |                 | 1               | 0               | 1               | 0               |                    | -                  | -                  | -                  | -                  |             | -           | -           | -           | -           | 54     | 20     | 22     | 12     | 37,04      |                    |
| apr.-giu. 2024           | Modena                   | B                        | 5          | 2          | 2          | 1          | CI              | -               | -               | -               | -               | -                  | -                  | -                  | -                  | -                  | -           | -           | -           | -           | -           | 5      | 2      | 2      | 1      | 40,00      | Sub., 10º          |
| lug.-nov. 2024           | Modena                   | B                        | 12         | 2          | 5          | 5          | CI              | 1               | 0               | 1               | 0               | -                  | -                  | -                  | -                  | -                  | -           | -           | -           | -           | -           | 13     | 2      | 6      | 5      | 15,38      | Eson.              |
| Totale Modena            | Totale Modena            | Totale Modena            | 17         | 4          | 7          | 6          |                 | 1               | 0               | 1               | 0               |                    | -                  | -                  | -                  | -                  |             | -           | -           | -           | -           | 18     | 4      | 8      | 6      | 22,22      |                    |
| dic. 2024-gen. 2025      | Brescia                  | B                        | 7          | 0          | 6          | 1          | CI              | -               | -               | -               | -               | -                  | -                  | -                  | -                  | -                  | -           | -           | -           | -           | -           | 7      | 0      | 6      | 1      | &0,00      | Sub., Eson.        |
| Totale carriera          | Totale carriera          | Totale carriera          | 608        | 210        | 212        | 186        |                 | 47              | 21              | 9               | 17              |                    | -                  | -                  | -                  | -                  |             | 4           | 2           | 1           | 1           | 659    | 233    | 222    | 204    | 35,36      |                    |

## Palmarès

### Giocatore

#### Club

##### Competizioni interregionali
- Campionato Interregionale: 1

Viareggio: 1989-1990

### Allenatore

#### Club

##### Competizioni nazionali
- Lega Pro Prima Divisione: 1

Cesena: 2008-2009 (girone A)
- Serie C: 1

Padova: 2017-2018 (girone B)
- Supercoppa di Serie C: 1

Padova: 2018

#### Individuale
- Panchina d'oro Prima Divisione: 1

2008-2009
- Panchina d'argento: 1

2009-2010